# Kristotomus ningxiaensis
Kristotomus ningxiaensis är en stekelart som beskrevs av Sun och Mao-Ling Sheng 2007. Kristotomus ningxiaensis ingår i släktet Kristotomus och familjen brokparasitsteklar. Inga underarter finns listade i Catalogue of Life.